# Massösens offer
Massösens offer är en svensk kort dramafilm från 1910 i regi av Alfred Lind. 

## Om filmen
Filmen premiärvisades 13 november 1910 på Kosmorama i Köpenhamn. Filmen spelades in vid Restaurang Blegkildes veranda, järnvägsstationen Steen Blichersgade och Brønderslev i Aalborg av Alfred Lind. Filmen blev totalförbjuden av den svenska censuren, men dessförinnan hann den visas, åtminstone i Malmö och Stockholm.

## Roller
- Hans Dynesen - godsägare Vinge
- Oda Nielsen - fru Vinge
- Hilmar Clausen - Henry Vinge, deras son
- Agnes Nyrup-Christensen - Nancy Bruun, massös
- Peter Nielsen - procentare
- Birger von Cotta-Schønberg
- Ernst Göpel - detektiv
- Søren Jensen - kapellmästare
- Henry Hellssen - lebeman
- L.M. Traberg
- Herr Petersen - en kypare